# Jean-Yves Chay
Jean-Yves Chay (ur. 8 kwietnia 1948 w Angers) – francuski piłkarz i trener piłkarski.

## Kariera
W czasie kariery piłkarskiej grał m.in. w FC Gueugnon. Po jej zakończeniu trenował kilka francuskich klubów, m.in. Angers SCO i FC Gueugnon, a także algierski Jeunesse Sportive de Kabylie. W 2007 został trenerem marokańskiego zespołu Raja Casablanca.

## Osiągnięcia
- Afrykański Puchar Konfederacji z Jeunesse Sportive de Kabylie (2002)
- Mistrzostwo ligi algierskiej z Jeunesse Sportive de Kabylie (2006)